# 中國文化西來說
中国文化西来说，是指历史学和考古学中的一種舊假說，认为中国古代文明并非起源于本地，而是从西方传入。至今多數認為證據不確鑿。

## 西学东渐时期
最早提出西来说的，是西学东渐时期的天主教传教士，比如南怀仁在《道学家传》小序中称伏羲是亚当的“第十三代子孙”。李祖白因受汤若望的影响，在《天学传概》中，也提出“中国之初人实如德亚之苗裔”。这种说法立即遭到了中国学界的反感，杨光先更是以此作为反对西方历法的借口，称李祖白“实欲挟大清之人尽叛大清而从邪教，是率天下无君无父也”，掀起了康熙曆獄。此后曆獄虽然得以平反，但是中国文化西来之说，不复有人提起。由康熙帝亲自支持的“西学中源”论，成为了学界的共识。

## 拉克伯里的華夏人来自巴比伦说
拉克伯里提出的“中国文明源自巴比伦”的理论，或称“中国文明西来说”，主张中国上古文明与巴比伦有直接的文化联系。他在1894年出版的《中国上古文明的西方起源》（Western Origin of the Early Chinese Civilization）中，基于对古代文化、语言、神话和文物的比较，提出公元前2282年左右，巴比伦的巴克族（Bak tribes）国王奈亨台（Nakhunte）率领部族穿越昆仑山来到中国西北，传播文化并影响了中国文明的起源。拉克伯里认为，中华始祖黄帝即为奈亨台，且“百姓”一词源于巴比伦语“Bak Sing”。
拉克伯里此后的学术生涯围绕这一理论展开，他不断补充、修订自己的观点，发表了诸如《中国文明的早期历史》（Early History of the Chinese Civilization）、《中国最古的书——〈易经〉及其作者》（The Oldest Book of the Chinese, The Yh-King and Its Authors）等著作，进一步阐述了中国文明起源。然而，他的观点在当时的欧洲汉学界未被广泛认可。学者如理雅各和施列格批评他的比较方法存在问题，尤其是他将早期的中国文字与晚出的巴比伦文字进行类比。
尽管如此，拉克伯里的理论还是在日本和中国的部分学者中产生了影响。1894年，《国民之友》杂志发布的短讯《支那人乃巴比伦人也》支持中国人种起源于巴比伦，还强调了重新审视关于中国的既有知识的必要性。
1896年，日本学者桑原隲藏（1870-1931）发表了与拉克伯里不同的看法，他批评“西来说”将中国文明的历史归于埃及或巴比伦，提出中国文明应源自中亚和波斯等地。与此相对，三宅米吉（1860-1929）则支持拉克伯里的观点，认为“西来说”对学术界产生了深远影响。白鸟库吉则通过批判拉克伯里关于匈奴的看法，最终接受了拉克伯里的理论，认为中国古代传说与西亚地区有密切关系。
拉克伯里的学说在日本学术界引发了广泛讨论，尤其体现在桑原和白鸟的辩论中，这标志着“西来说”在日本的深远影响。1900年，白河次郎与国府种德合著的《支那文明史》采纳了这一理论，提出黄帝等人物可能起源于西方，尤其是巴比伦。这一观点迅速进入公众视野，引发了对中国历史起源的广泛讨论。然而，白河和国府在介绍“西来说”时省略了西方学术界对该学说的批评，使之显得如同当时对中国最前沿的西方学术研究。
在清末，中国学者接触到了两种主要的中国人种起源理论：“西北起源说”和“帕米尔起源说”，二者均有一定的文献支持。《支那文明史》的出版引发了中国知识分子的广泛关注。1903年，《游学译编》广告中提到该书的翻译已完成一半。同时，上海会文学社出版了该书的中文简译《帝国文明史》，即第三章的译本，并加入了译者的见解。随后，东新译社和上海竞化书局也翻译出版了《支那文明史》和《中国文明发达史》。这些译本迅速在知识界传播，产生了深远影响。尽管这一影响未能长期延续，但蒋智由（1865-1929）的《中国人种考》成为推动“西来说”在中国传播的关键著作。
作为《新民丛报》的编辑之一，蒋智由在《中国人种考》中首次系统介绍了拉克伯里的“西来说”。他引用《山海经》和《穆天子传》等中国古籍来支持巴比伦起源说的合理性。尽管蒋智由对这一观点持保留态度，认为未来的人类学进展可能验证这一学说，但他的研究为“西来说”在中国的传播奠定了基础。
清末知识分子对“西来说”的反应复杂多样。一些中国革命民族主义者对拉克伯里所描绘的汉族文明古老且高度发达的形象表示欢迎，并将之与满族统治者对比。他们将拉克伯里的理论视为对其反满种族主义理论的支持，这些理论基于赫伯特·斯宾塞的最新译作。学者章炳麟借助“中国文明源自巴比伦（Sino-Babylonianism）”和新引入的社会进化理论，解释来自西亚的农业技术如何与东亚的父系家庭制度结合，将中国从狩猎采集社会转变为控制复杂农业经济的封建国家。然而，当意识到“西来说”暗示汉人的外来性，不符合反满革命的政治目标时，先前的支持者如宋教仁和章炳麟纷纷转而反对。另一些学者如夏曾佑，则从一开始就反对这一理论。夏曾佑在1904年出版的历史教科书中明确指出：“欧人云云，亦以偏概全”，并提到西方对巴比伦遗址的考古表明，巴比伦文化与欧洲文化相近，但与中国文化差异显著。

有些学者仍坚持“西来说”，如金为在翻译桑原的著作时，以注解的方式加入“西来说”的内容，重申了蒋智由《中国人种考》中的观点。然而，拉克伯里构建的黄帝率巴克族迁至中国的故事已经被认为漏洞百出。为此，丁谦在《穆天子传地理考证》中修改了这一故事，提出巴比伦发生叛乱，黄帝被迫率众迁至中国：
“西人只知奈亨台王率其种人迁入中国，却不知彼国发生叛乱，攻灭其君，才归附中国。不然，奈亨台王时代国势正强，何故放弃安乐家园，远赴万里？”
拉克伯里的“西来说”在日本学界未形成统一结论，但随着《支那文明史》在清末知识人中的传播，这一理论逐渐为部分反满知识分子所接受，成为他们的“公共知识”。刘师培、章炳麟、陶成章、黄节和宋教仁等人对“西来说”进行了阐述。其接受不仅涉及学术讨论，还与排满革命和追求汉族文化本真性有关。尽管“西来说”在中国的影响力逐渐减弱，但它为清末的排满民族主义者提供了一个外来符号，黄帝来自巴比伦这一观点象征着汉族的独特性与进步性。在黄帝民族主义的构建过程中，学者们逐步将这一理论融入中国历史，并与民族主义和排满情绪相结合。
然而，随着中国本土考古学的起步，许多古人类化石在中国的发现为了柳詒徵、梁启超等人提供了反驳“西方说”的有力论据。繆鳳林在《中国民族西来辩》中明确指出，爪哇人等化石证据：“东亚之有人，为期实先于西亚”。此后，部分学者对“西来说”所依据的古代典籍进行了考证，发现其中不少是后世伪作。朱逖先指出：“晚近言汉族西来者，大都取证于汉魏以来之纬书神话。”（《文字学上之中国人种观察》）对于两种文明之间的相似性，陈嘉异指出：“彼此因地理气候之相等而遂发生类似文明”（《东方文化与吾人之大任》），因此不能推断中国文化是外来的。五四运动之后，拉克伯里的假说逐渐失去支持，并最终被中国学界否定。

### 后续理论
学者们仍然对“中国文明源自巴比伦”的原始或狭义形式持怀疑态度，但继续探讨早期中国文化中本土元素与泛欧亚因素的可能融合。20世纪20至30年代，埃尔斯沃思·亨廷顿和毕安祺运用超扩散主义理论，提出早期文明的基本要素均在西亚形成，并扩散至包括中国在内的其他大陆区域。对此，中国学者何炳棣反驳，强调早期中国文明的所有重要元素均为本土发展。
学者马洛里（J. P. Mallory）和梅维恒提出了类似观点：在中国新疆塔里木盆地发现的距今1800年到公元前数世纪的木乃伊，其身体特征更接近欧罗巴人而非中国人。尽管学术界对中国早期青铜技术是否受西方草原文化影响存在争议，他们认为证据支持这一假设。
汉学家约翰·迪迪尔（John Didier）对“公元前9000至公元前500年的欧亚互动世界”进行了深入研究，探讨古代东亚、南亚与中东（包括波斯和巴比伦）之间的相互联系。他认为，这些跨区域的交流塑造了东亚技术、宇宙观、宗教、神话、王权、占卜和文字发展的根基。迪迪尔列举了中东天文学系统、历法、宗教人物（如黄帝）和基于跨大陆天文观测的宗教神话的起源或灵感。
2016年，中科院广州地球化学研究所的孙卫东提出，中国文明的奠基者可能从埃及迁入，因此并非真正的“中国人”。在对古代中国青铜器进行放射性测定时，他发现其化学成分更接近于古埃及青铜器，而非中国本土矿石。孙进一步指出，青铜时代的技术通常被认为是通过中亚陆路传播的，但他推测这些技术实际上可能是由喜克索斯人（公元前17至16世纪生活在尼罗河流域的黎凡特人）通过海路带来的。这些技术——包括青铜冶炼、战车、文字、驯化的植物和动物——正是殷墟商代遗址中出土的文化元素。

## 安特生的仰韶文化西来说
瑞典考古学家安特生于1921年在发现仰韶文化遗址并出土大量彩陶后，将这些彩陶和中亚阿什哈巴德的安诺文化、乌克兰的特里波列文化以及甘肃地区的彩陶进行比较。他在《中华远古之文化》一文中提出，从中亚至中国，彩陶的年代逐渐接近现代，推测彩陶工艺可能自中亚向东传播至中国，由此提出“中国文化西来说”的假说，即中国文化或源自中亚。然而，1931年，中国学者梁思永通过河南安陽后岗三叠层的发现，证明了仰韶文化、龙山文化和商文化的连续性，未受外界根本性影响。安特生随后承认了这一合理性。1945年，夏鼐在甘肃的考古发现齐家文化并不早于仰韶文化，动摇了“西来说”的实证依据，此后安特生不再坚持这一假说。
1942年，裴文中同样质疑“西来说”，认为新疆彩陶晚于黄河流域彩陶。1960年，李济将安特生的假说称为“彩陶之路”，但他本人对这种从西向东的传播路径存疑。1965年，苏秉琦认为彩陶文化在甘肃境内的扩展方向是从东向西。1978年，严文明发表《甘肃彩陶的源流》，进一步澄清了彩陶文化自东向西的演变过程。1982年，陈戈指出新疆彩陶呈“东多西少、东早西晚”的特征，支持彩陶文化的“西去”路线。
安特生提出的“彩陶文化西来说”长期以来在中国学界被视为帝国主义文化侵略的言论，导致他被贴上了殖民主义者和帝国主义者帮凶的标签。然而，经过“文革”后的反思，中国考古学界重新评价了安特生的工作，并批判了将政治与学术混为一谈的极左思潮。在1985年11月召开的纪念仰韶文化发现65周年的学术讨论会上，严文明指出，尽管安特生是瑞典人，但他当时受聘为中国政府的外籍专家，将其工作归咎于帝国主义的掠夺显然不符合历史事实。严文明对安特生的“彩陶文化西来说”也作了客观评价，认为学术问题与政治问题应分开来看。尽管后来的研究证明，甘肃的彩陶传播方向实际上是从东向西，安特生的观点存在错误，但这一问题本质上属于学术讨论，与政治无关。

### 有关论著
柳詒徵在民國早年著《中國文化史》，闡明中國文化的由來，並在學理上上反駁了中國文化西來說等假說。